# Brethel
Brethel település Franciaországban, Orne megyében. Lakosainak száma 136 fő (2022. január 1.). Brethel Aube, Auguaise, Écorcei és Le Ménil-Bérard községekkel határos.

## Népesség
A település népességének változása:
| Lakosok száma | 145  | 156  | 162  | 164  | 165  | 166  | 156  | 146  | 136  |
|               | 2013 | 2015 | 2016 | 2017 | 2018 | 2019 | 2020 | 2021 | 2022 |